# Берг, Владимир Владимирович
Владимир (Герман-Рейнгольд-Вольдемар) Владимирович фон Берг (5 октября 1879, Кронштадт — январь 1963, Эквадор), капитан 1-го ранга Российского императорского флота, участник Гражданской войны, эмигрант, писатель.

## Биография
Владимир Владимирович Берг родился в Крондштадте. Его родители были балтийскими немцами, а семья принадлежала к дворянскому роду Бергов.
Начиная с 1897 года состоял на службе Российского императорского флота. В 1900 году стал гардемарином Морского кадетского корпуса, окончив который, был произведён в мичманы. С 1904 по 1916 годы состоял на службе в Морском Кадетском корпусе.
6 декабря 1913 был произведён в капитаны 2-го ранга.
С 8 марта 1916 по 1917 год служил ротным командиром в Севастопольском морском кадетском корпусе. С лета 1917 года был начальником строевой части и командиром гардемаринской роты ОГК в Петрограде. После закрытия ОГК вернулся осенью 1917 года в Севастополь, став заведующим всем имуществом и зданиями Морского Кадетского Корпуса, а также начальником его охраны. 
В ВСЮР получил звание капитана 1-го ранга. Прослужив в Морском корпусе на разных должностях, 30 ноября 1920 года на линкоре «Генерал Алексеев» ушёл из Севастополя вместе с Морским корпусом в Константинополь, а позднее в составе Русской эскадры в Бизерту. В 1921 году стал командиром 6-й кадетской роты Морского корпуса в изгнании, а в 1922—1923 годах был там же командиром 7-й кадетской роты.
2 августа 1923 года отправился в Париж. С 1931 года жил во Франции в городе Кламар. Умер в Эквадоре в январе 1963 года  .

## Награды
- В 1902 году — персидский Орден Льва и Солнца 4-й ст.
- В 1908 году — Орден Святого Станислава 3-й ст.
- С 1910 года — право ношения Золотого знака об окончании полного курса наук Морского Кадетского корпуса.
- 10 апреля 1911 года — Орден Святой Анны 3-й ст.
- В 1913 году — Медаль «В память 300-летия царствования дома Романовых»
- В 1914 году — орден Св. Станислава 2-й ст.
- В 1915 году — Медаль «В память 200-летия морского сражения при Гангуте»
- 30 июля 1915 года — Орден Святой Анны 2-й ст.

## Семья
- Отец: Владимир Романович (Вольдемар — Куно — Рейнгольд) фон Берг, вице-адмирал (23.11.1842—2.01.1905);
- Мать: Мария Германовна, урождённая баронесса фон Штейн (7.08.1858, Рига — 6.11.1923, Баку);
- Брат: Александр (Александр-Николай-Константин) Владимирович фон Берг (23.07.1883, Бильдерлингсгоф, Лифляндская губерния — 10 или 15.07.1954, Фленсбург, ФРГ), капитан первого ранга;
- Сыновья: Владимир Владимирович фон Берг (1919 — ?) и Сергей Владимирович фон Берг (1914 — ?);